# Seydlitz (1939)
El Seydlitz fue un crucero pesado de la Kriegsmarine alemana, cuarto de la clase Admiral Hipper, aunque nunca fue completado. El barco fue puesto en grada en diciembre de 1936 y botado en enero de 1939, pero el estallido de la Segunda Guerra Mundial interrumpió su terminación aproximadamente a un 95%. El crucero inconcluso permaneció inactivo hasta marzo de 1942, cuando la Kriegsmarine decidió contar con portaaviones y el Seydlitz fue uno de los barcos elegidos para su conversión en portaaviones auxiliar. 
Renombrado Weser, el barco iba a portar diez aviones de caza Messerschmitt Bf 109 y diez bombarderos en picado Junkers Ju 87. Sin embargo el trabajo no fue completado, y el portaaviones incompleto fue remolcado a Königsberg y echado a pique. Fue capturado por el avance del Ejército Rojo, que consideró brevemente aprovechar algunas de sus partes para completar su crucero gemelo Lützow, que sería usado en la Armada Soviética. Este plan también fue abandonado y el Seydlitz fue desguazado para chatarra. 

## Construcción

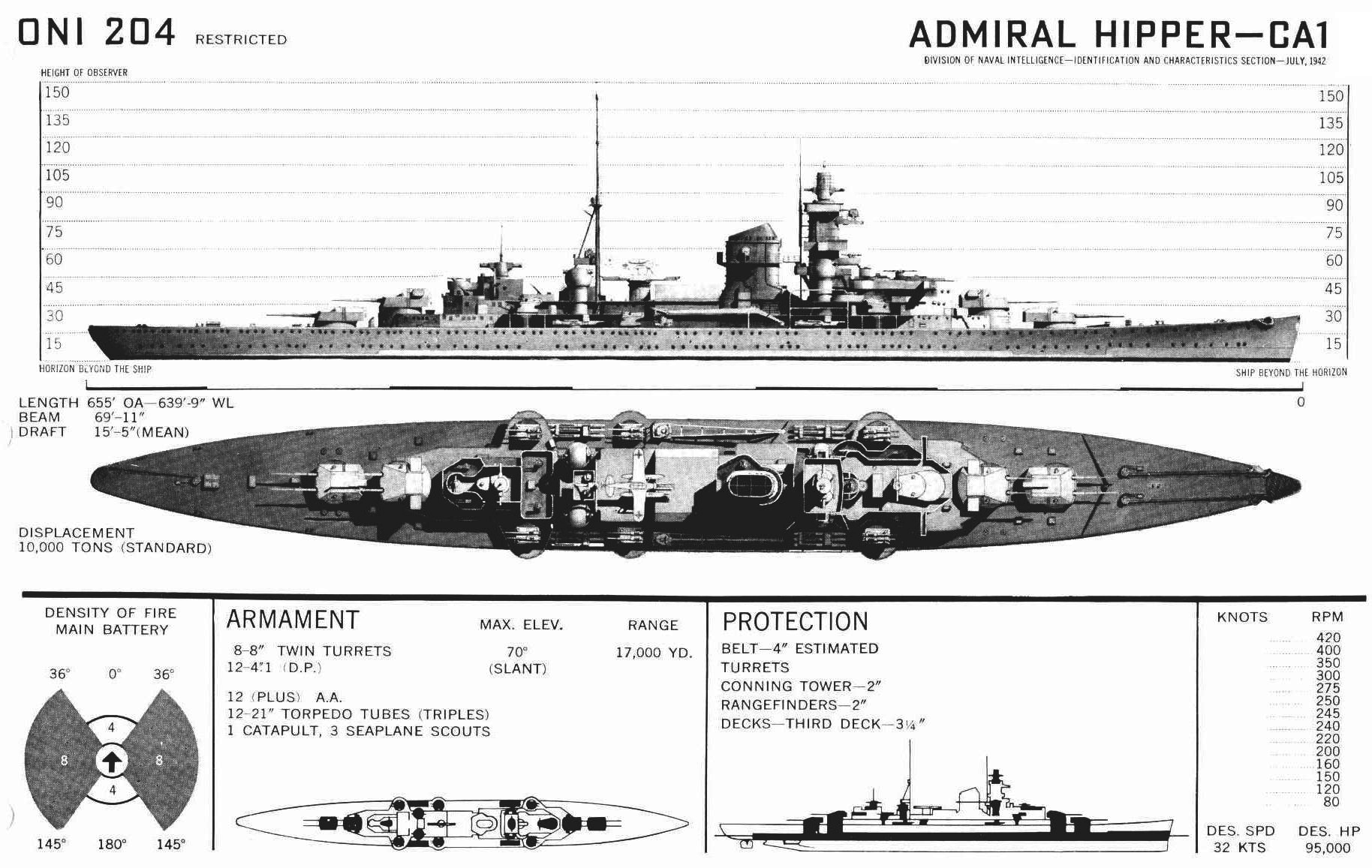
Planta y alzado de un crucero clase Admiral Hipper en un dibujo de reconocimiento realizado en 1942 por la Oficina de Inteligencia Naval de los Estados Unidos.

El Seydlitz fue encargado por la Kriegsmarine a los astilleros Deutsche Schiff- und Maschinenbau Aktiengesellschaft Deschimag de Bremen. Originalmente fue diseñado como una versión de crucero ligero de los cruceros pesados clase Admiral Hipper, armado con doce cañones de 150 mm en lugar de los ocho de 203 mm del Admiral Hipper, pero la Kriegsmarine decidió completarlo de manera idéntica al cabeza de su clase el 14 de noviembre de 1936. Su quilla fue colocada el 29 de diciembre de 1936, con el número de construcción 940. Su botadura se produjo el 19 de enero de 1939, pero tras el estallido del conflicto mundial en septiembre de ese año los trabajos fueron cancelados cuando la nave estaba completa en un 95%.
Su eslora total era de 210 m y su manga de 21,8, con un calado máximo de 7,9 m. Según los diseños desplazaba 17 600 t, pero a plena carga estas alcanzaban hasta 20 100 t. El Seydlitz estuvo propulsado por tres juegos de turbinas de vapor engranadas, alimentadas de vapor por doce calderas de alta presión de combustible líquido. Su máxima velocidad eran 32 nudos (59 km/h) con sus 132 000 CV. Tal como fue diseñado, su tripulación la componían 42 oficiales y 1.340 marineros.
El armamento primario del Seydlitz eran ocho cañones SK L/60 de 203 mm montados en cuatro torretas gemelas, dispuestos en pareja hacia delante y hacia atrás. Su batería antiaérea consistió en doce cañones  L/65 de 105 mm, doce de 37 mm y ocho de 20 mm. El crucero también portó un par de tubos lanzatorpedos triples de 533 mm y tres hidroaviones Arado Ar 196 con una catapulta para su despegue. El cinturón acorazado del Seydlitz tenía entre 70 y 80 mm de grosor, la cubierta superior entre 12 y 30 mm, mientras que la cubierta protectora principal rondaba los 20-50 mm. Las torretas de las baterías principales constaban de 105 mm de espesor en ambas caras y 70 mm en los laterales.

## Conversión
Después de la pérdida del acorazado Bismarck en mayo de 1941, en la cual fue decisiva la participación de portaaviones británicos, y el reciente torpedeo de su buque gemelo Tirpitz en marzo de 1942, la Kriegsmarine se convenció de la necesidad de hacerse con portaaviones. Los trabajos en el portaaviones Graf Zeppelin, que se habían detenido en abril de 1940, fueron reanudados en marzo de 1942. La marina alemana también decidió convertir algunos barcos más en portaaviones auxiliares, y el Seydlitz fue uno de los elegidos junto con varios barcos de línea.

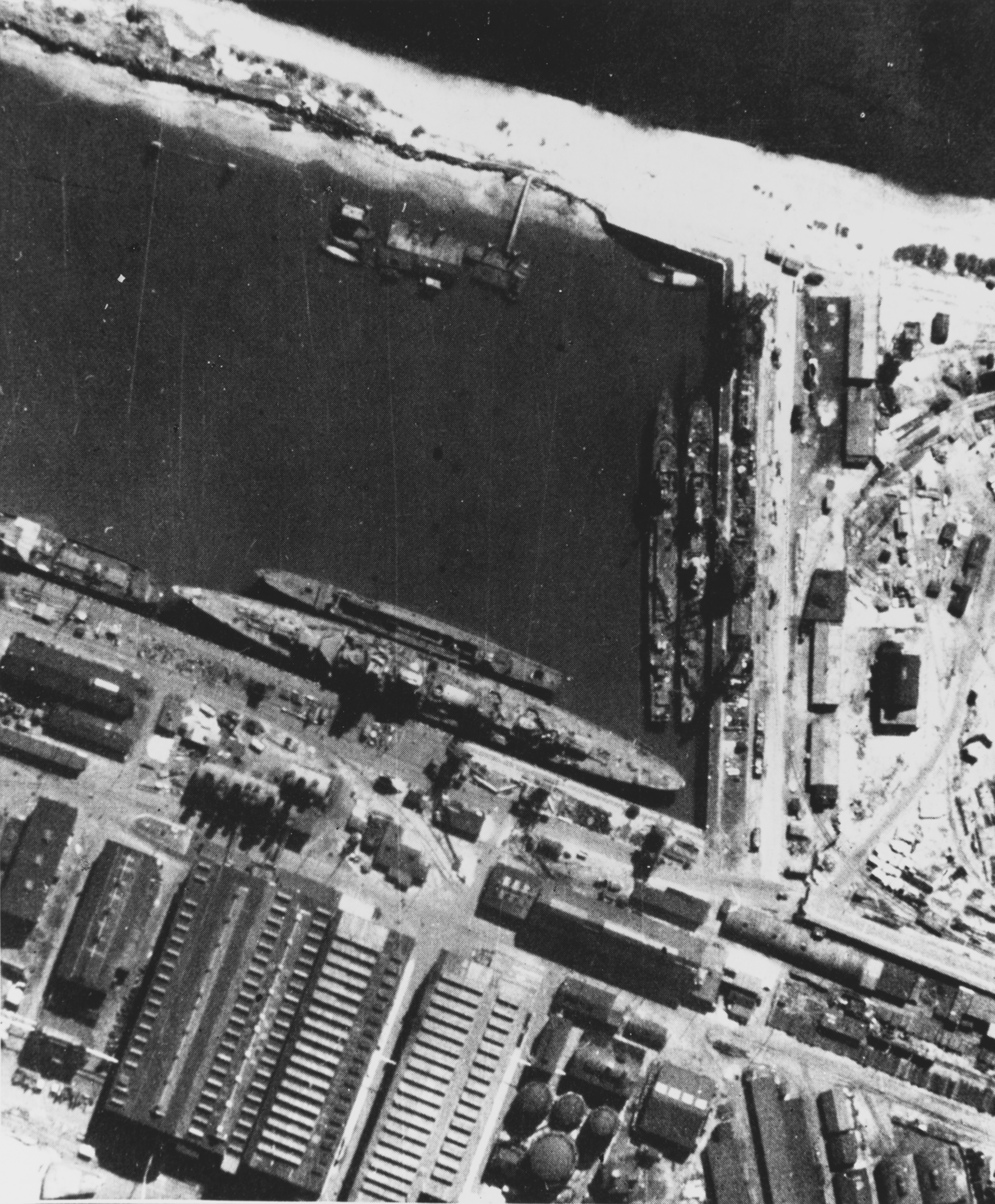
El Seydlitz en 1942, antes de que comenzaran los trabajos de conversión.

Al mismo tiempo que se reanudaron los trabajos en el Graf Zeppelin, comenzaron los de conversión del Seydlitz. Casi toda su superestructura fue retirada, con la excepción de la chimenea, para preparar la instalación de una cubierta de vuelo y un hangar de aeronaves. En total fueron retiradas 2.400 t de material del crucero pesado. La cubierta de vuelo iba a tener 200 m de largo y 30 de ancho, mientras que el hangar 137,5 m de longitud por 17 m de ancho en la zona proel y 12 m hacia el centro del navío y popa. Su armamento quedó reducido a una batería antiaérea de diez cañones L/65 de 105 mm en montajes gemelos, dos delante de la torre de mando y tres hacia atrás, diez cañones de 37 mm en montajes dobles y veinticuatro cañones de 20 mm en montajes cuádruples.
El equipamiento de aeronaves del Seydlitz iba a constar de diez cazas Bf 109 y otros tantos bombarderos Ju 87 Stuka, todos con alas más largas que sus versiones basadas en tierra para permitir su despegue en una pista más corta. Los Bf 109 tenían que haber sido una versión del modelo "E", llamada Bf 109T. Los Ju 87 fueron una versión naval de los Ju 87D llamada modelo "E", y fueron modificados para ser lanzados con una catapulta y completados con equipos de arresto (para permitir su rápida aceleración y deceleración en la corta pista del portaaviones).
El Seydlitz fue renombrado Weser, pero los trabajos en el mismo cesaron en junio de 1943, antes de terminar la conversión. El navío inconcluso fue remolcado Königsberg, donde permaneció el resto de la guerra. El 29 de enero de 1945 fue echado a pique, antes de que el avance del Ejército Rojo soviético pudiera capturarlo. La Armada Soviética llegó a considerar usar piezas del pecio para completar el crucero pesado Lützow, buque gemelo del Seydlitz que los soviéticos habían comprado a Alemania antes del inicio del conflicto. Sin embargo, esto no se llevó a cabo, y el buque fue desguazado para chatarra.